# خوتکای پونا

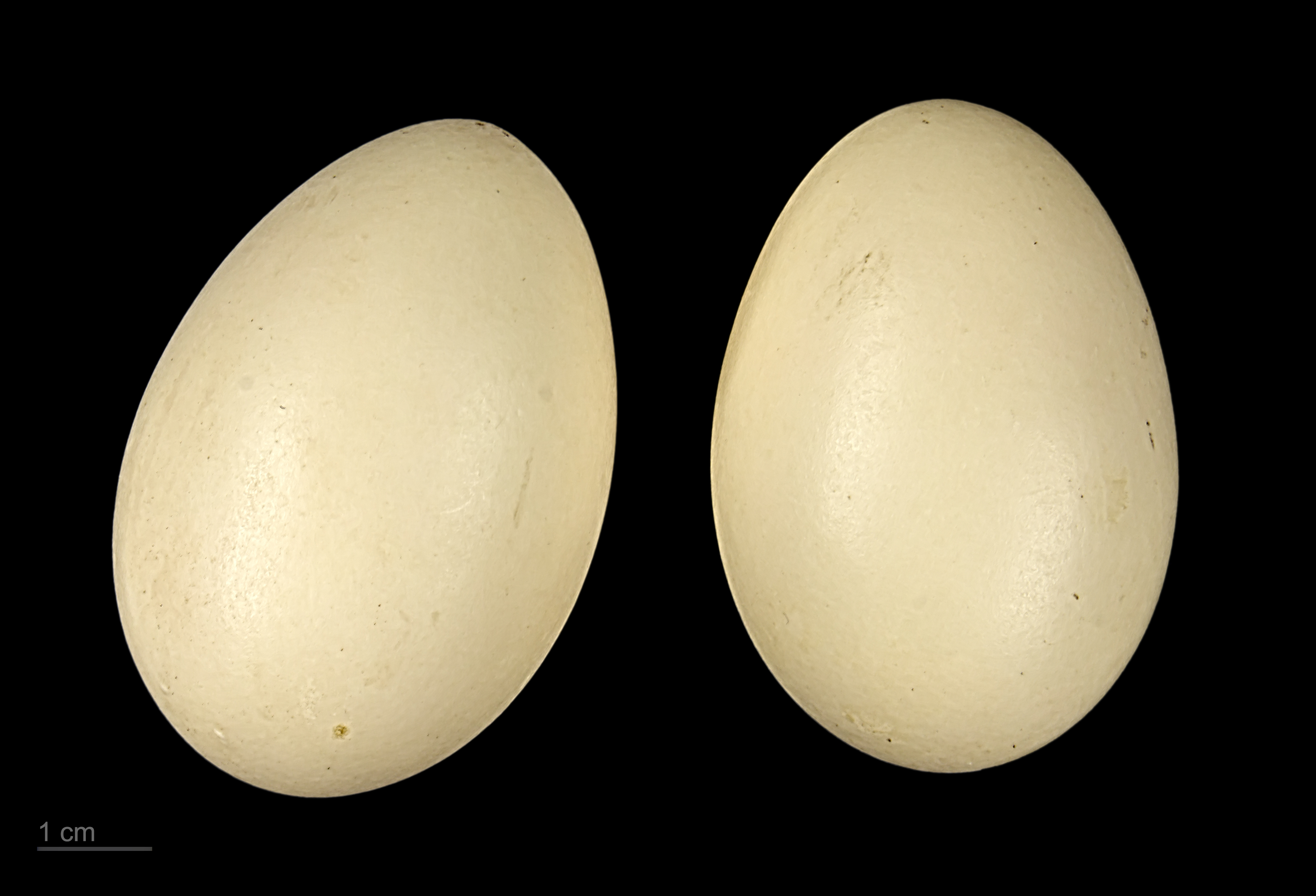
Anas puna

خوتکای پونا (نام علمی: Anas puna) نام یک گونه از سرده انس است.